# Šlavantų kaimo apylinkės
Šlavantų kaimo apylinkės este o arie protejată (sit de importanță comunitară — SCI) din Lituania întinsă pe o suprafață de 8 ha, integral pe uscat.

## Localizare
Centrul sitului Šlavantų kaimo apylinkės este situat la coordonatele 54°09′24″N 23°39′57″E / 54.1566°N 23.6658°E.

## Înființare
Situl Šlavantų kaimo apylinkės a fost declarat sit de importanță comunitară în februarie 2014 pentru a proteja 2 specii de animale.

## Biodiversitate
Situată în ecoregiunea boreală, aria protejată nu include niciun habitat protejat.
La baza desemnării sitului se află mai multe specii protejate de  amfibieni (2): buhai de baltă cu burta roșie (Bombina bombina), triton cu creastă (Triturus cristatus).
Pe lângă speciile protejate, pe teritoriul sitului au mai fost identificate 1 specie de amfibieni.